# Emília no País da Gramática
Emília no país da Gramática é um livro infantil escrito por Monteiro Lobato e publicado em 1934. Seu lugar de publicação foi na editora ABC em novembro de 1934.
É provavelmente o livro mais original que já se escreveu sobre a Gramática, pois a língua é figurada como um país, o "País da Gramática", povoado por sílabas, pronomes, numerais, advérbios, verbos, adjetivos, substantivos, preposições, conjunções, interjeições...
Quindim, o rinoceronte, é quem leva o pessoal do Sítio do Picapau Amarelo (Emília, Pedrinho, Narizinho e Visconde de Sabugosa) para lá, e é ele quem tudo mostra e tudo explica.
Alguns críticos afirmam que o motivo para Lobato escrever este livro foi "vingança", por ter sido reprovado aos quatorze anos de idade na prova de Português.

## Capítulos

### Uma ideia da Senhora Emília (Capítulo 1)
história começa com Pedrinho passando as férias no sítio de sua avó, Dona Benta. Mesmo em recesso, sua avó insiste em ajuda-lo a estudar gramática, mesmo o menino achando muito chato a matéria. Emília, a boneca de pano, assistia às aulas e então sugere que ao invés de estudar de um modo monótono e chato, eles poderiam ir ao País da Gramática. Então, o grupo formado por Pedrinho, Narizinho, Emília e Visconde de Sabugosa monta no rinoceronte gramático Quindim e partem para a aventura.
Na entrada, são recebidos por sons orais voadores. Passam pela Portugália, onde vivem as palavras da língua portuguesa e também por Galópolis, onde viviam as palavras da língua inglesa.

### Portugália (Capítulo 2)
A primeira cidade que a turma vai visitar é a chamada Portugália, onde se encontram todas as palavras da Língua Portuguesa. Umas no subúrbio, as palavras pouco usadas chamadas de palavras do arcaísmo, e outras recém-formadas, as chamadas de Neologismos, que são gírias mais usadas que estavam localizadas no centro.
O grupo entra em um desses bairros pobres onde se encontram as palavras quase esquecidas que ainda não morreram. Encontram palavras como OGANO que quer dizer este ano, gírias como "BOBO" e ainda palavras estrangeiras como "BOUQUET" vinda da língua Francesa.

### Gente importante e gente pobre (Capítulo 3)
Na cidade de Portugália o rinoceronte falou que:
-A parte de lá consiste num braço de mar.
E o bairro de lá consiste onde só existia palavras Portugalesas,as palavras indígenas desse modo formou-se o grande bairro da Brasilina o Pedro disse:
-Compreendo.
Para cá a parte do Brasil e para lá a parte de Portugal,foi a cidade de la ou cidade velha,que deu origem à parte de cá ou cidade nova

### Em pleno mar dos substantivos (Capítulo 4)
Chegando ao bairro de substantivos, perceberam que as palavras estavam divididas entre masculinas, femininas e epicenos, que indicam tanto seres masculinos como feminino.

### Entre os Adjetivos (Capítulo 5)
Entre os adjetivos, a coisa era muito diferente e curiosa. Os adjetivos não tinham pernas e ficavam entrelaçados com os substantivos, qualificando e caracterizando-os.
Passaram pelos Adjetivos Articulares, Demonstrativos, Conjuntivos, Interrogativos, Possessivos, Numerais e Indefinidos.
No final do passeio, Emília não deixou de reparar em Visconde, que parecia estar tramando alguma coisa...

### Na casa dos pronomes (Capítulo 6)
Após a passagem pelos adjetivos, Emília quis visitar os pronomes que ficavam em uma pequena casa. Chegando foram recepcionados pelo EU, que muito orgulhoso mostrou que os pronomes pessoais (TU, ELE, ELA, NÓS, VÓS, ELES, ELAS) jantavam na mesa do refeitório, e eram servidos pelos pronomes oblíquos como ME, MIM, MIGO etc. Os pronomes VOCÊ e TU tínheis uma grande rivalidade. No galinheiro da casa moravam os pronomes Demonstrativos, os indefinidos e os relativos. Saíram da República admirados com o orgulho do pronome EU.

### No acampamento dos Verbos (Capítulo 7)
Continuando a jornada, a turma vai para a cidade dos verbos, a segunda classe mais importante da língua portuguesa segundo Quindim. Lá passam por todo tipo de verbos irregulares e regulares; transitivos e intransitivos; verbos auxiliares e assim por diante.
Passaram por soldadinhos do verbo ser, um dos verbos mais utilizados na língua, Emília gostou dos verbos vestidos de soldadinhos, mas um pouco depois já não aguentava mais ver tanto verbo!

### Emília na casa do Verbo Ser (Capítulo 8)
Emília então tem a brilhante ideia de visitar o verbo SER, o mais graduado e o mais velho de todos os verbos. Emília se passa por uma repórter de um Jornal inventado O Galinheiro do Pica-Pau Amarelo, que vinha diretamente da fazenda de Dona Benta. Ao entrar no palácio do rei dos verbos, Emília se curva para o grande verbo SER e suas derivações e faz uma série de perguntas. No final da visita os dois olham pela janela e veem Visconde de mãos dadas com a palavra PAREDRO, uma palavra arcaica, a classe preferida de Visconde.

### A tribo dos Advérbios (Capítulo 9)
O verbo SER levou Emília para o Bairro das Palavras Inflexivas, onde vivem as  Preposições, Conjunções e os Advérbios que eles foram visitar. O verbo SER explicou que os advérbios modificam os verbos após visitarem todas as caixas Emília decidiu ir até as preposições.

### As Preposições (Capítulo 10)
Emília e o verbo SER foram ver as preposições. As preposições ficavam em um lugar pequeno, afinal elas são poucas. Depois do verbo SER explicar a importância da preposição DE, eles seguem para as Conjunções.

### Entre as Conjunções (Capítulo 11)
O verbo SER levou Emília para conhecer as conjunções que ligam grupos de palavras, as orações. depois
conhecê-las Emília e o Verbo SER partiram para as Interjeições.

### A casa da gritaria (Capítulo 12)
No capitulo doze, O verbo Ser então leva Emília a casa das Interjeições que ficava perto da casa das Preposições. E mais
uma vez deu uma explicação incrível, sobre as tais Interjeições. 

### Emília forma palavras (Capítulo 15)
Emilia muito sincera formou muitas palavras com todos os verbos , ela os corta e encaixa outros.

### O susto da Velha (Capítulo 16)
Dona ETIMOLOGIA explica sobre Sufixo e Prefixo.  Emília, Pedro e Narizinho formam palavras com a raiz PEDR umas 30 palavras derivadas de PEDRA.

### Gente de Fora (Capítulo 17)
Dona ETIMOLOGIA fala sobre muitas formas como Justaposição, Aglutinação e Hibridismo.  A dona quase morre do coração quando vê o rinoceronte na janela, Emília e Pedro levam e formam muitas palavras para o sítio com a raiz.

### Nos domínios da Sintaxe (Capítulo 18)
Foram para o bairro da Sintaxe onde conversam sobre Oração, Sujeito, Predicado e Complementos até que chega a Dona SINTAXE, a dona de tudo do Bairro Sintaxe.  A SINTAXE explica sobre muita coisa em relação ao bairro e mostra o que ela faz diariamente.

### As figuras da Sintaxe (Capítulo 19)
Eles conhecem as figuras de SINTAXE, ANÁSTROFE, PLEONASMO e ELIPSE que são de grande importância

### Os vícios de  Linguagem (Capítulo 20)
Vão para a cadeia dos vícios da linguagem, onde a maioria deles é horroroso, Emília solta dois prisioneiros, NEOLOGISMO e PROVINCIANISMO com a ajuda do rinoceronte

### As orações ao ar livre (Capítulo 21)
A Dona SINTAXE continuou explicando, mas agora sobre muitas orações como Independentes, Principais, Subordinadas e também sobre período.

### Exame e Pontuação (Capítulo 22)
A Dona SINTAXE fez uma pergunta para cada um sobre uma Oração, se orgulhou do que os ensinou e foi embora.  Então foram para as pontuações onde Emília não só aprendeu como levou vários tipos de pontuação no bolso de Pedrinho.

### E o Visconde? (Capítulo 23)
Eles procuram o Visconde, mas só depois de um bom tempo procurando e algumas pistas indiretas, Emília descobre o que e porque Visconde sumiu de repente.

### Passeio ortográfico (Capítulo 24)
Eles vão para o Bairro da Ortografia onde Emília e Narizinho conversam e aprendem muito com a Dama ORTOGRAFIA, falam sobre Emília, Ortografia e Ortografia ETIMOLÓGICA que acabou.

### Emília ataca o reduto etimológico (Capítulo 25)
Emília foi até a casa velha ETIMOLÓGICA e conversaram para tentar mudar a forma de escrever dela, mas a velha não concordou e Emília saiu brava então começou a conversar e tirar as letras das palavras mandando todas atualizarem.  Quando a velha viu o que a boneca havia feito resolveu arrumar tudo como era, mas a Emília só de ver a velha, que subiu em uma árvore e concordou em deixar tudo atualizado.

### Epílogo (Capítulo 26)
Emília descobre que o Visconde havia raptado o ÃO porque quando ele caiu no mar há muito tempo, toda vez que ele ouve uma palavra que tem ÃO é como se ele estivesse ouvindo um latido de cachorro ou de um canhão.

## Traduções
- Russo: Эмилия в Стране Грамматики (tradução e adaptação de Elena Berezhkova). 1 ed. [S.l.]: Октопус. 128 páginas. ISBN 978-5-94887-166-0